# Kiichi Miyazawa
Kiichi Miyazawa (født 8. oktober 1919, død 28. juni 2007) var en premierminister i Japan.
1. ↑  Navnet er anført på engelsk og stammer fra Wikidata hvor navnet endnu ikke findes på dansk.
2. ↑  Navnet er anført på engelsk og stammer fra Wikidata hvor navnet endnu ikke findes på dansk.